# Кючарианц, Артур Григорьевич
Артур Григорьевич Кючарианц (арм. Քուչարյան Հարություն Գրիքորի) — деятель военно-медицинской службы СССР, кандидат медицинских наук (1946).

## Биография
Артур Григорьевич Кючарианц (Арутюн Григоревич Кючарян) родился 13 января 1889 года в Тифлисе (Грузия), в семье известного врача и оперной певицы итальянской оперной труппы.
Весной 1914 года окончил медицинский факультет Императорского университета Святого Владимира в Киеве.
В августе 1914 года был мобилизован и направлен младшим врачом в Миргородский 168-й пехотный полк, с которым сразу же убыл на Юго-Западный фронт.
В Петрограде в 1916—1917 годах прослушал двухгодичный курс в археологическом институте.
В 1919 году возглавлял санитарную часть войск, в 1921 году назначен начальником санитарной части войск южной группы 7-й армии, в 1922 году руководил санитарным управлением организованного Карельского фронта. В 1916—1920 годах работал в прозектуре Обуховской больницы, по совместительству врачом лесопильного завода в Петрограде.
В 1922 году начал проходить двухгодичный цикл «административно-санитарных начальников» в Военно-медицинской академии. Прошёл ординатуру у Т. П. Павлова на кафедре кожно-венерических болезней.
После окончания курсов назначен на должность помощника начальника санитарного управления Туркестанского фронта, которую занимал до 1926 года. Затем переведён на должность врача отдельного корпуса путей сообщения по постройке стратегических железных дорог на западной границе СССР. Окончил Курсы усовершенствования высшего комсостава при Военной академии «им.Фрунзе» (12.27). С 1928 года исполняет обязанности военного руководителя 2-го Московского университета, после получено назначение на должность помощника начальника санитарного управления Московского военного округа, а затем начальника санитарного управления Сибирского военного округа. В августе 1929 года назначен начальником санитарного отдела созданной Особой Дальневосточной Армии.
В 1931 году окончил 3-месячные курсы по противовоздушной обороне и санитарно-химической защите в Ленинграде, а в 1934 году — Военную академию имени Фрунзе.
В октябре 1940 года назначен начальником военного санатория имени К. Е. Ворошилова в городе Сочи.
Похоронен на Богословском кладбище в Санкт-Петербурге.
Дочь Кючарианц, Джульетта Артуровна (1917—2009) — исследователь архитектуры, искусствовед, писатель.

## Научные труды
- Работа мощного эвакогоспиталя в условиях блокировочного города Ленинграда (1942)
- Работа фронтового госпиталя для легко раненных (ФГЛР) (1943)
- Гистоморфолоогия лимфатической системы при алиметарной дистрофии (1943)

## Награды и звания
Звания:
- 23.11.1935 — присвоено звание дивврача
- 22.02.1938 — присвоено персональное звание корврача
- 02.01.1943 — присвоено звание генерал-майор медицинской службы
- 05.04.1947 — утверждён в учёном звании доцента при кафедре военно-медицинской подготовки Томского медицинского института

Ордена:
- ордена Святого Станислава III и II степеней
- орден Ленина
- 3 ордена Красного Знамени
- орден Красной Звезды

Медали:
- Медаль «XX лет РККА» (22.02.1938)
- Медаль «За оборону Ленинграда»
- Медаль «За победу над Германией»
- Медаль «За доблестный труд в Великой Отечественной войне 1941—1945 гг.»

За участие в боях на КВЖД был награждён почётным золотым именным оружием.